# 民和镇 (江口县)
民和镇，是中华人民共和国贵州省铜仁市江口县下辖的一个乡镇级行政单位。
2012年，贵州省人民政府批复同意撤销民和侗族土家族苗族乡，设置民和镇，镇人民政府驻民和村。

## 行政区划
民和镇下辖以下地区：
洪坪村、民和社区、民和村、凯里村、何坝村、艾坪村、龙兴村、铁厂村、黄柏山村、龙宿村和大塘村。

## 中国传统村落
2013年8月，封神懂被评为第二批中国传统村落。